# Pulau Lasia
Pulau Lasia är en ö i Indonesien.   Den ligger i provinsen Aceh, i den västra delen av landet, 1 500 km nordväst om huvudstaden Jakarta. Arean är 15,6 kvadratkilometer.
Terrängen på Pulau Lasia är platt. Öns högsta punkt är 78 meter över havet. Den sträcker sig 4,4 kilometer i nord-sydlig riktning, och 6,0 kilometer i öst-västlig riktning.